# 游山真卷螺
游山真卷螺（学名：Euplecta montivaga）为拟阿勇蛞蝓科真卷螺属的动物，是中国的特有物种。分布于四川、云南、西南地区以及西北各地等地，生活环境为陆地，多生活于山区、丘陵坡地阴暗潮湿的灌木草丛中、落叶石块下以及石缝中。

## 亚种
- 红带光长螺（学名：Xestina chrysoraphe krejcii），Haas于1933年命名，是中国的特有物种。分布于四川、西南各地区等地，生活环境为陆地，一般栖息于山区谷地、丘陵地带、农田附近潮湿的灌木草丛中以及树洞中和腐木下。[2]